# موذرويل وويشو (دائرة انتخابية في المملكة المتحدة)
موذرويل وويشو (بالإنجليزية: Motherwell and Wishaw)‏ هي إحدى الدوائر الانتخابية في المملكة المتحدة الممثلة في مجلس العموم في برلمان المملكة المتحدة.
عضو البرلمان الذي يمثلها حالياً هو :Mr Frank Roy (Lab).